# Linda Hunt
Linda Hunt (født 2. april 1945) er en amerikansk skuespiller. Hun er måske bedst kendt for sin Oscar-vindende rolle i Lev farligt fra 1982. Hun medvirker i westernfilmen "Silverado" fra 1985. Hun har siden 2009 spillet rollen Henrietta Lange, i CBS tv-serien NCIS: Los Angeles.

## Filmografi
- Skipper Skræk (1980)
- Lev farligt (1982)
- Dune - ørkenplaneten (1984)
- Silverado (1985)
- Eleni (1985)
- Hun-djævelen (1989)
- Strømer i børnehaveklassen (1990)
- Teen Agent (1991)
- Forbandelsen (1997)
- Stranger than Fiction (2006)